# آرمناک شاهمورادیان
آرمناک شاهمورادیان (ارمنی: Արմենակ Շահմուրադյան؛ انگلیسی: Armenak Shahmuradyan؛ ۷ آوریل ۱۸۷۸ – ۱۴ سپتامبر ۱۹۳۹) یک خواننده، و خواننده اپرا ارمنی‌ها در امپراتوری عثمانی بود.

## زندگی‌نامه
وی در ۷ آوریل ۱۸۷۸ در موش به دنیا آمد و از مدرسه نرسیسیان در تفلیس فارغ‌التحصیل شد. وی در ۱۴ سپتامبر ۱۹۳۹ در سن ۶۱ سالگی در پاریس درگذشت.

## جستارهای ویژه
- فهرست خوانندگان ارمنی